# Viziru, Brăila
Viziru este satul de reședință al comunei cu același nume din județul Brăila, Muntenia, România.
Între anii 1417-1829 a făcut parte din Raiaua Brăila (Kaza Ibrail) a Imperiului Otoman.